# Ljubež v Lazih
Ljubež v Lazih je naselje v Občini Litija.